# Rio Kuiseb

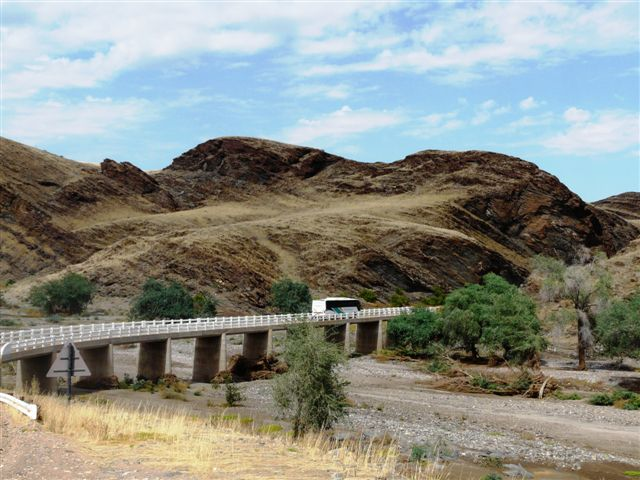
Ponte sobre o leito seco do Kuiseb

O rio Kuiseb é um curso d'água temporário da Namíbia. Nasce no planalto de Khomas, próximo à capital do país, Windhoek, e após percorrer cerca de 650 km através de um leito cortado por um cânion e dunas deságua numa pequena baía ao sul de Walvis Bay. Ao longo do seu curso seco crescem várias espécies de plantas, entre elas a acacia albida. fonte de alimento para várias espécies de herbívoros.

## Bacia
O Kuiseb cobre uma bacia de quase 15 mil km² e o rio é célebre em virtude de as chuvas de suas cabeceiras raramente alcançarem sua foz no oceano Atlântico. A explicação disso é que ao longo de seus 560 km ele penetra pelas regiões mais secas do centro da Namíbia. Em seu baixo, entre o litoral e Gobabeb, a precipitação anual chega a apenas 19 mm de chuva, sendo um dos deserto mais áridos do mundo.
Esse caráter temporário do rio não impede que uma profusão de seres vivos, inclusive peixes, sobreviva em seu leito aparentemente seco até a próxima estação chuvosa — que durará poucas semanas —, e rapidamente dê vida a uma nova geração quando as próximas chuvas chegarem. 
Nas suas margens encontram-se as mais altas dunas do mundo e rochas desprovidas de vegetação. As dunas de areias vermelhas no sul do rio alcançam alturas de mais de 150 metros. Os ventos mais fortes que sopram sobre elas em direção norte têm seu movimento bloqueado pelo leito fundo do rio. 
Dos rios temporários do deserto do Namibe, o Kuiseb é o mais estudado, tendo no passado servido de fonte de água para a exploração de minérios do país, época em que a empresa Rôssing, que dirigia as minas de urânio, se utilizava de seus aquíferos para conduzir suas operações.